# Сюрин, Василий Николаевич
Василий Николаевич Сюрин (23 декабря 1915 — 15 мая 2004) — российский учёный в области ветеринарной вирусологии, академик ВАСХНИЛ (1985).

## Биография
Родился в с. Ирбей (ныне Ирбейский район Красноярского края). Окончил Московский зооветеринарный институт (1938).
Ассистент кафедры хирургии (1941—1944), аспирант (1944—1948) Московского зооветеринарного института, в 1941—1943 участник советской противоящурной экспедиции в Китае.
В 1948—1954 старший научный сотрудник, в 1955—1958 директор Государственного научно-контрольного института ветеринарных препаратов. В 1968—1962 директор и одновременно заведующий лабораторией вирусологии ВНИИ ветеринарной вирусологии и микробиологии (ВНИИВВиМ). В 1962—1968 начальник Управления научно-исследовательских учреждений Министерства сельского хозяйства СССР, одновременно заведующий лабораторией вирусологии ВНИИВВиМ.
С 1965 года на научной и преподавательской работе в Московской государственной академии ветеринарной медицины и биотехнологии им. К. И. Скрябина (до 1968 г. по совместительству): заведующий кафедрой вирусологии (1965—1988), с 1988 профессор кафедры.
Доктор ветеринарных наук (1958), доктор биологических наук (1968), профессор (1959), академик ВАСХНИЛ (1985, член-корреспондент с 1978).
Разработчик методов и средств диагностики и специфической профилактики вирусных болезней сельскохозяйственных животных.
Заслуженный деятель науки РСФСР (1974), лауреат Государственной премии РФ (2001), премии Совета Министров СССР (1983), премии ВАСХНИЛ (1971), премии Правительства России (1997). Награжден орденами «Знак Почёта», Трудового Красного Знамени (1965), Дружбы народов (1985), золотой медалью им. К. И. Скрябина, медалями СССР и ВДНХ.
Автор (соавтор) свыше 400 научных трудов, в том числе более 30 книг и брошюр. Получил более 30 авторских свидетельств и патентов на изобретения.
Книги:
- Псевдочума птиц (ньюкаслская болезнь). — М.: Сельхозиздат, 1963. — 304 с.
- Частная ветеринарная вирусология: Справ. кн. / Соавт. Н. В. Фомина. — М.: Колос, 1979. — 472 с.
- Вирус лейкоза крупного рогатого скота / Соавт. Б. А. Крикун; Москв. вет. акад. — М., 1986. — 29 с.
- Ветеринарная вирусология: Учеб. для студентов… по спец. «Ветеринария» / Соавт.: Р. В. Белоусова, Н. В. Фомина. — 2-е изд., перераб. и доп. — М.: Агропромиздат, 1991. — 431 с. — (Учеб. и учеб. пособия для студентов вузов).
- Диагностика вирусных болезней животных: Справ. / Соавт.: Р. В. Белоусова, Н. В. Фомина. — М.: Агропромиздат, 1991. — 528 с.

## Память
- Имя присвоено кафедре вирусологии и микробиологии ветеринарно-биологического факультета Московской государственной академии ветеринарной медицины и биотехнологии[1].